# Villi

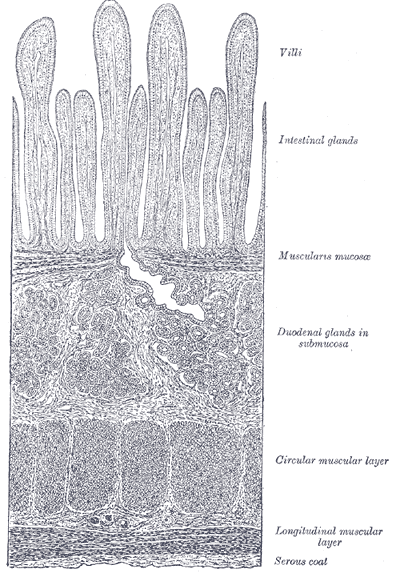
Del av en katts tolvfingertarm.

Strukturen hos villi.

Villi (singularis: villus) är ungefär 0,5–1 mm långa fingerlika projektioner som sitter i tarmväggen hos tunntarmen. Villi har till huvudsakliga uppgift att ge tarmen en större absorptionsyta, detta för att om absorptionen går för långsamt kommer koncentrationsskillnaden i näringsämnen i blodet jämfört med tarmlumen vara för liten och ingen diffusion kommer att ske. 
Förutom villi finns det även på dessa utskott ännu mindre mikrovilli som är ett flertal utskott i varje epitelcell som gör att absorptionsytan blir ytterligare mycket större. 

## Funktion
Hos människan ökar villi och mikrovilli tillsammans absorptionsytan 30 respektive 600 gånger. Detta gör att det finns fler områden där födan kan absorberas från tarmlumen. På ytan finns även enzymer som hjälper till vid matspjälkningen. 
Väl spjälkade kommer näringsämnena att passera genom tarmväggen med hjälp av diffusion, alternativt genom ämnesspecifika transportkanaler. 
När sedan näringsämnena tagits upp kommer de att transporteras vidare med blodet, undantaget fetter som transporteras genom lymfsystemet. 
Fetter som är hydrofoba kommer att behöva samlas ihop i kylomikroner, som är ett lipoprotein bestående av triacylglycerider och kolesterol, som sedermera transporteras i lymfan. 